# Ordem Civil de Saboia

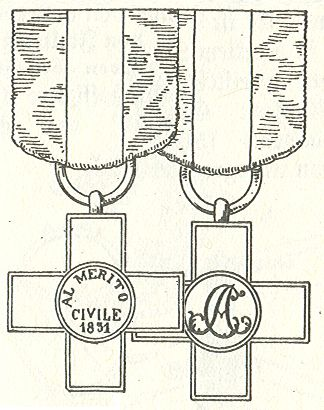
Insígnia da Ordem

A Ordem Civil de Saboia foi criada como uma Ordem de Cavalaria em 1831 pelo rei Carlos Alberto da Sardenha, Duque de Saboia, criada para recompensar os méritos e virtudes que não estivessem incluídos na Ordem Militar de Saboia, criada por Vítor Emanuel I da Sardenha em 1815. A Ordem tinha apenas a classe de Cavaleiro (Cavalieri dell'Ordine civile di Savoia), e estava limitada, inicialmente a 40 membros, sendo posteriormente alargada a 70. O fons honorum era o chefe da Casa de Saboia.
A Ordem civil continuou após a unificação de Itália em 1861, sendo extinta por lei desde a fundação da república em 1946. Umberto II, no entanto, não abdicou da sua posição como fons honorum, e o Grão-mestre da Ordem é o chefe da ex-Casa Real. Embora o uso de condecorações anteriores a 1951 seja permitido em Itália, já não têm qualquer direito de precedência em cerimónias oficiais. Por outro lado, a ordem militar ressurgiu como Ordem Militar de Itália e continua a ser uma ordem nacional.

## Insígnia
A medalha consistia numa cruz de ouro em azul-esmalte, um disco de fundo branco com a inscrição Al Merito Civile—1831; as letras C.A. no verso foram substituídas por V.E. após a morte de Carlos Alberto em 1849.
|           |
| Barra     |
| Cavaleiro |

## Conversão
Em Genebra em 1988, a Ordem Civil de Savoia e a Ordem da Coroa de Itália foram convertidas na Ordem do Mérito de Saboia, com os seguintes cinco graus: 
- Cavaleiro de Grã-Cruz (número limite de 100)
- Grande-Oficial (número limite de 150)
- Comendador (número limite de 100)
- Oficial
- Cavaleiro

As mulheres apenas dispõem de três graus: 
- Dama de Grã-Cruz (número limite de 100)
- Dama Comendadora (número limite de 300)
- Dama

A Ordem também tem duas classes não pertencentes à Ordem: 
- Cruz de Ouro
- Cruz de Prata